# Letitia Wright

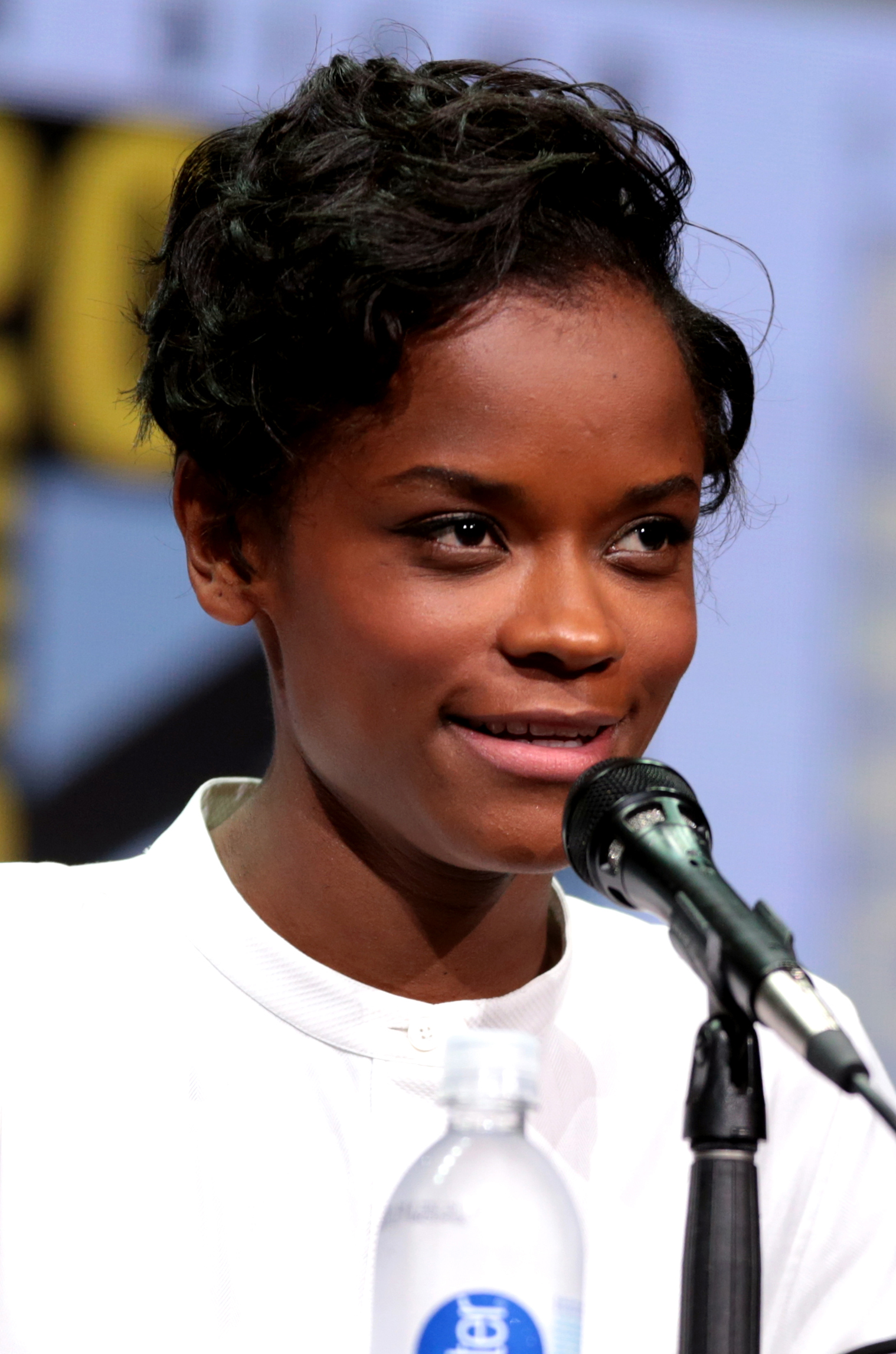
Letitia Wright bei der Comic-Con in San Diego (2017)

Letitia Michelle Wright (* 31. Oktober 1993 in Georgetown) ist eine guyanisch-britische Schauspielerin.

## Leben und Karriere
Letitia Wright wurde in der guyanischen Hauptstadt Georgetown geboren, zog jedoch im Alter von 7 Jahren mit ihren Eltern nach London. Seit 2011 ist sie als Schauspielerin aktiv und trat zunächst vor allem in britischen TV-Produktionen auf. Aufmerksamkeit erlangte sie im Jahr 2012 für ihre Darstellung der Aisha in My Brother the Devil. Dieser Rolle verdankte sie, vom Screen-International-Magazin zu den Stars von Morgen aufgenommen zu werden.
2015 übernahm Wright eine Nebenrolle im Film Urban Hymn. Des Weiteren übernahm sie Fernsehrollen in Cucumber und Doctor Who. 2016 war sie als Renie in der zweiten Staffel von Humans zu sehen. 2017 war sie in einer Episode der Science-Fiction-Serie Black Mirror zu sehen. Für ihre Darstellung wurde sie 2018 als Beste Nebendarstellerin in einer Miniserie oder Fernsehfilm bei der Primetime-Emmy-Verleihung 2018 nominiert. 2018 erschien erstmals der MCU-Film Black Panther, in dem sie die Rolle der Shuri übernahm. Zudem besetzte sie Nebenrollen in The Commuter und Ready Player One und war erneut als Shuri, in Avengers: Infinity War, sowie in Avengers: Endgame zu sehen.
Im Jahr 2022 übernahm sie eine Hauptrolle und war Executive Producer an dem Spielfilm The Silent Twins.
Kontroversen um die COVID-19-Impfung
Im Dezember 2020 rief Wright Kritik hervor, weil sie ein 69-minütiges Video des YouTube-Kanals "On The Table" auf Twitter geteilt hatte. In dem Video stellte Tomi Arayomi, ein leitender Angestellter der Light London Church, u. a. die Legitimität des COVID-19-Impfstoffs infrage und beschuldigte China, COVID-19 zu verbreiten. YouTube löschte das Video wegen Verletzung seiner Nutzungsbedingungen. Wright stellte später klar: "Meine Absicht war es nicht, jemanden zu verletzen, meine einzige Absicht bei der Veröffentlichung des Videos war es, meine Besorgnis darüber zu äußern, was der Impfstoff enthält und was wir in unseren Körper geben. Sonst nichts." Danach verließ sie die sozialen Medien.
Im Oktober 2021 berichtete The Hollywood Reporter, dass sich Wrights US-Repräsentanten von ihr wegen des Videos und ihrer angeblichen fortgesetzten Verbreitung von Anti-Impfstoff-Positionen am Set von "Black Panther: Wakanda Forever" während der Dreharbeiten in Atlanta, getrennt haben. Daraufhin kehrte Wright in die sozialen Medien zurück, um diese Behauptungen zu dementieren.
Während eines Features mit Variety im November 2022 erklärte Wakanda Forever-Co-Star Angela Bassett, dass sie von Wright während der Dreharbeiten nie Anti-Impf-Aussagen gehört habe. Marvel-Vizepräsident Nate Moore äußerte ebenfalls darin, dass er Wrights Impfstatus kenne, dass sie ihre Ansichten am Set nicht geteilt habe und dass ihr Status die Produktion nicht beeinträchtigt habe, abgesehen von ihren Verletzungen durch einen Motorradunfall während der Dreharbeiten. Während des Interviews wichen Wrights Publizist und ihre Vertreter den Versuchen von Variety aus, nach ihrem aktuellen Impfstatus zu fragen und verwiesen stattdessen auf Wrights frühere Erklärung aus dem Jahr 2021.
Im selben Monat kritisierte Wright die Zeitschrift The Hollywood Reporter für einen Artikel, in dem sie zu den Kandidaten für die Preisverleihungssaison mit "persönlichem Ballast" gezählt wurde. In dem Artikel verglich Autor Scott Feinberg ihre vergangenen Kommentare mit Männern, die des Missbrauchs und sexuellen Fehlverhaltens beschuldigt wurden. Wright wiederholte, dass sie sich bereits zwei Jahre zuvor für ihre Kommentare entschuldigt und zu dem Thema geschwiegen hatte. Sie beschuldigte sowohl die Publikation als auch Feinberg, eine "Agenda" gegen sie zu verfolgen, was sie als "abscheuliches" und "widerliches" Verhalten bezeichnete.

## Filmografie (Auswahl)
- 2011: Holby City (Fernsehserie, 2 Episoden)
- 2011: Victim
- 2011: Top Boy (Fernsehserie, 4 Episoden)
- 2012: My Brother the Devil
- 2013: Coming Up (Fernsehserie, Episode 11x03)
- 2014: Chasing Shadows (Fernsehserie, 2 Episoden)
- 2015: Banana (Fernsehserie, 3 Episoden)
- 2015: Cucumber (Fernsehserie, 4 Episoden)
- 2015: Urban Hymn
- 2015: Doctor Who (Fernsehserie, Episode 9x10)
- 2016: Humans (Fernsehserie, 7 Episoden)
- 2017: Black Mirror (Fernsehserie, Episode 4x06)
- 2018: The Commuter
- 2018: Black Panther
- 2018: Ready Player One
- 2018: Avengers: Infinity War
- 2019: Guava Island
- 2019: Avengers: Endgame
- 2020: Mangrove
- 2021: Sing – Die Show deines Lebens (Sing 2, Stimme)
- 2022: Tod auf dem Nil (Death on the Nile)
- 2022: The Silent Twins
- 2022: Aisha
- 2022: Black Panther: Wakanda Forever
- 2023: Umzingelt (Surrounded, auch Produzentin)

## Auszeichnungen
British Academy Film Awards 2019
- Auszeichnung als Rising Star[11]